# Centaur Motor Corporation
Centaur Motor Corporation war ein US-amerikanischer Hersteller von Automobilen.

## Unternehmensgeschichte
Das Unternehmen wurde am 11. April 1983 in Milwaukee in Wisconsin gegründet. Es stellte Automobile mit dem Markennamen Centaur her. Einige Quellen geben im Widerspruch zum Gründungsdatum 1980 als Produktionsbeginn an. Eine Quelle nennt davon abweichend American Classic Automobiles Corp. aus dem gleichen Ort als Hersteller. 1985 endete die Produktion.
Es gab keine Verbindung zur 1984 gegründeten Centaur Car Company, die zwischen 1985 und 1986 den gleichen Markennamen verwendeten.

## Fahrzeuge
Das einzige Modell war die Nachbildung eines Mercedes-Benz 500 K aus den 1930er Jahren. Das Fahrgestell, der Motor und die Radaufhängungen stammten von General Motors. Der V6-Motor hatte 3800 cm³ Hubraum. Ein Automatikgetriebe war Standard.